# Navadna mrena
Navadna mrena (znanstveno ime Barbus barbus) je sladkovodna riba iz družine krapovcev (Cyprinidae).

## Opis
Mrena ima podolgovato, vretenasto, bočno rahlo stisnjeno telo, pokrito z majhnimi luskami. Glava je dolga z značilnimi podstojnimi usti in dvema paroma brk, od katerih je en par nameščen na konici ust, en pa v kotičkih ravnih, mesnatih ustnic. Te so prilagojene pobiranju hrane s tal. Hrbet ima temnejših odtenkov rjavo-zelene, boke zlatorumene ali zlatorjave, trebuh pa bele ali svetlo rumene barve. Mladice imajo po telesu pogosto temnejše pike, ki pa kasneje izginejo. Plavuti so rdečkasto-rjave ali rjavo-oranžne barve. Samice mrene spolno dozorijo v tretjem ali četrtem letu, samci pa v petem letu. Mrene se hranijo z različnimi ličinkami nevretenčarjev, črvi, rakci, odrasli primerki pa tudi z manjšimi ribami.
Mrena se drsti od maja do junija v srednje globoki vodi na prodnati podlagi, kjer se zbirajo v jatah. V času drstitve imajo te ribe po glavi in hrbtu bele drstne bradavice. Samice izležejo med 3.000 in 32.000 iker, ki jih prilepijo na kamenje. Mlade ribice rastejo počasi, saj imajo mrene relativno dolgo življenjsko dobo. Doživijo lahko celo do 25 let in zrastejo do 90 cm.

## Razširjenost
Mrena je značilna talna riba hitro tekočih, s kisikom bogatih rek. Njen življenjski prostor se razteza od Pirenejev na zahodu do povodja Dnepra na vzhodu. Poseljuje tudi nekaj rek v Angliji ter vse vodotoke donavskega porečja, kjer naseljuje mrenski, ploščičev in izlivni pas ter nekatere stoječe vode.
Mrena je zaradi svoje izjemne borbenosti zelo priljubljena riba za športni ribolov. Velike mrene so samotarke, manjše pa so združene v jate, sestavljene iz nekaj rib. V jate se združujejo zgolj v času drstitve. Starejši primerki živijo v globoki vodi, manjši pa v plitvejši.

## Ogroženost
Mreno ogroža predvsem umetno umirjanje toka rek z izgradnjo jezov, prav tako pa vse večja onesnaženost vodotokov. Ponekod v Evropi so za potrebe športnih ribičev že začeli z umetno vzrejo te vrste. V Sloveniji je mrena zaščitena z lovopustom v času od 1. maja do 30. junija in najmanjšo lovno mero, ki znaša 35 cm.